# Kubo Shunman

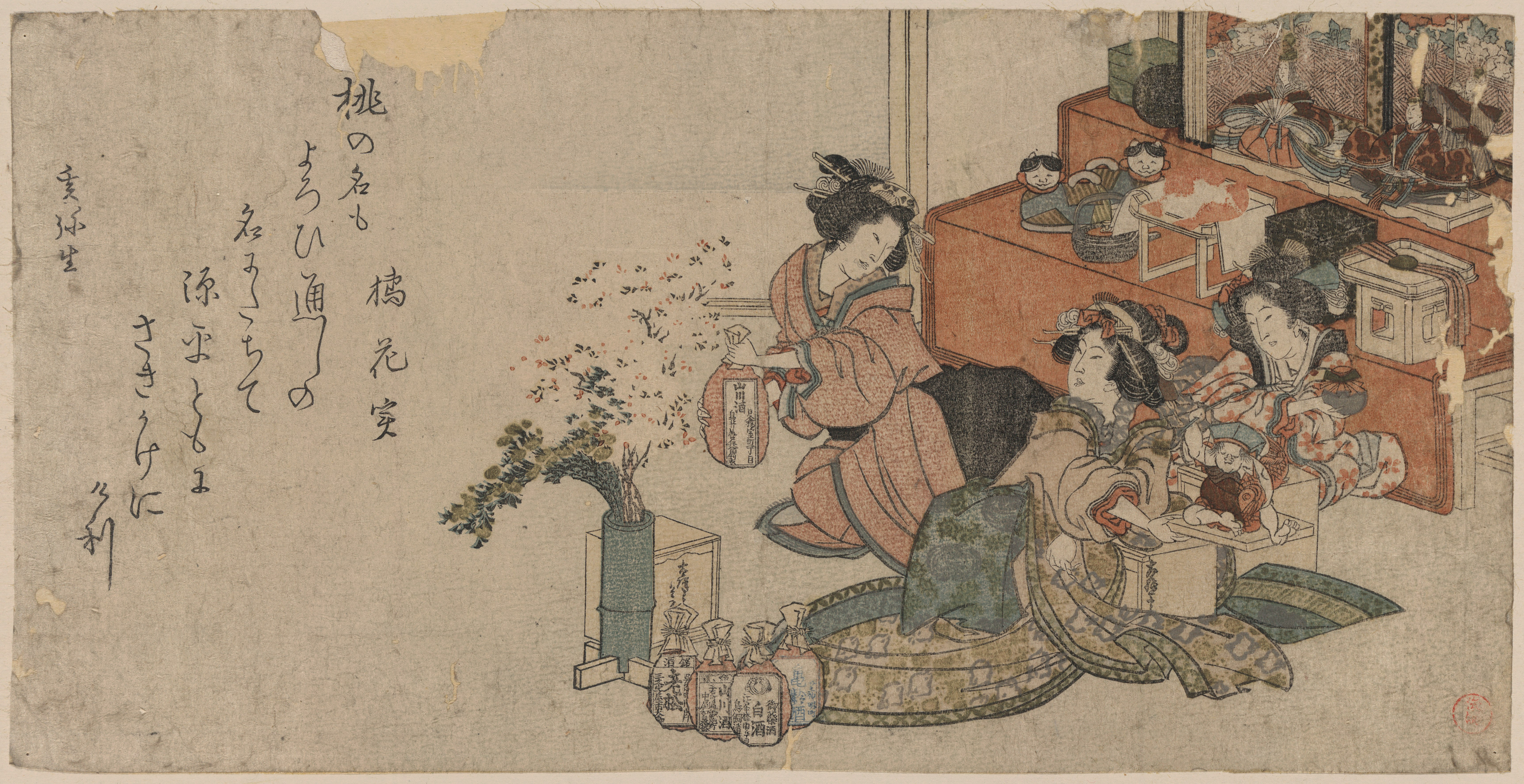
Hinamatsuri no sirozake, 1815.

Kubo Yasubei (Kubo (窪?); 1757 – 26 ottobre 1820) è stato un artista giapponese, nome d'arte Shunman (俊満?).

## Carriera
Il maestro Shunman è stato un pittore ed uno scrittore, che ha prodotto una grande quantità di ukiyo-e oltre a molti gesaku, kyōka e haiku. È stato allievo dei maestri Katori Nahiko e poi di Kitao Shigemasa. 
Artista raffinato dallo stile simile a quello di Kiyonaga, noto anche per la sua abilità nell’adeguarsi alla censura della riforma Kansei, che limitava il numero dei colori da usare sulle stampe, Shunman utilizzò tale restrizione per creare delle stampe che donassero un’impressione di monocromia grazie alle sottili gradazioni di grigio.

## Galleria d'immagini

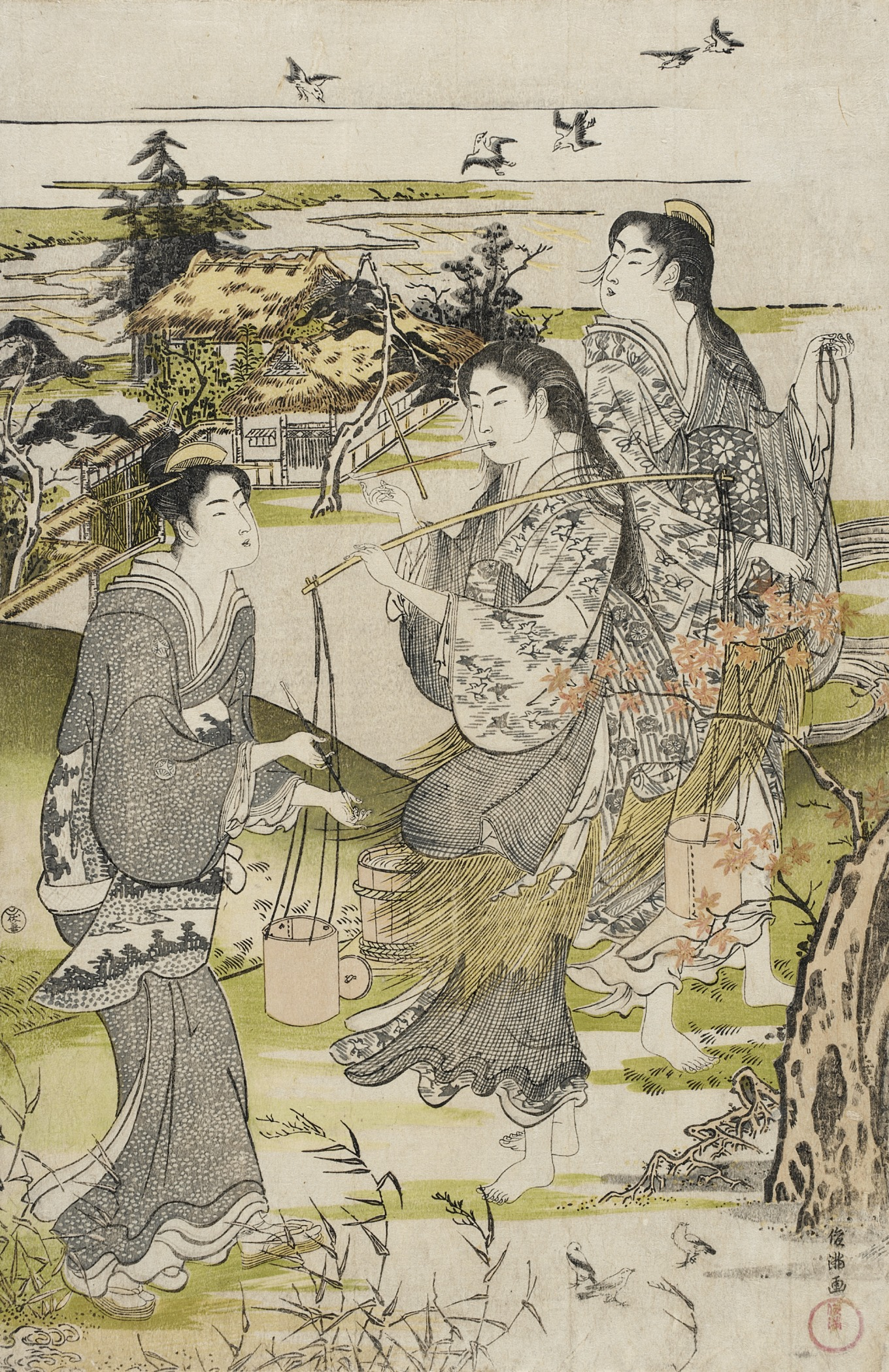
Tamagawa di Noda.
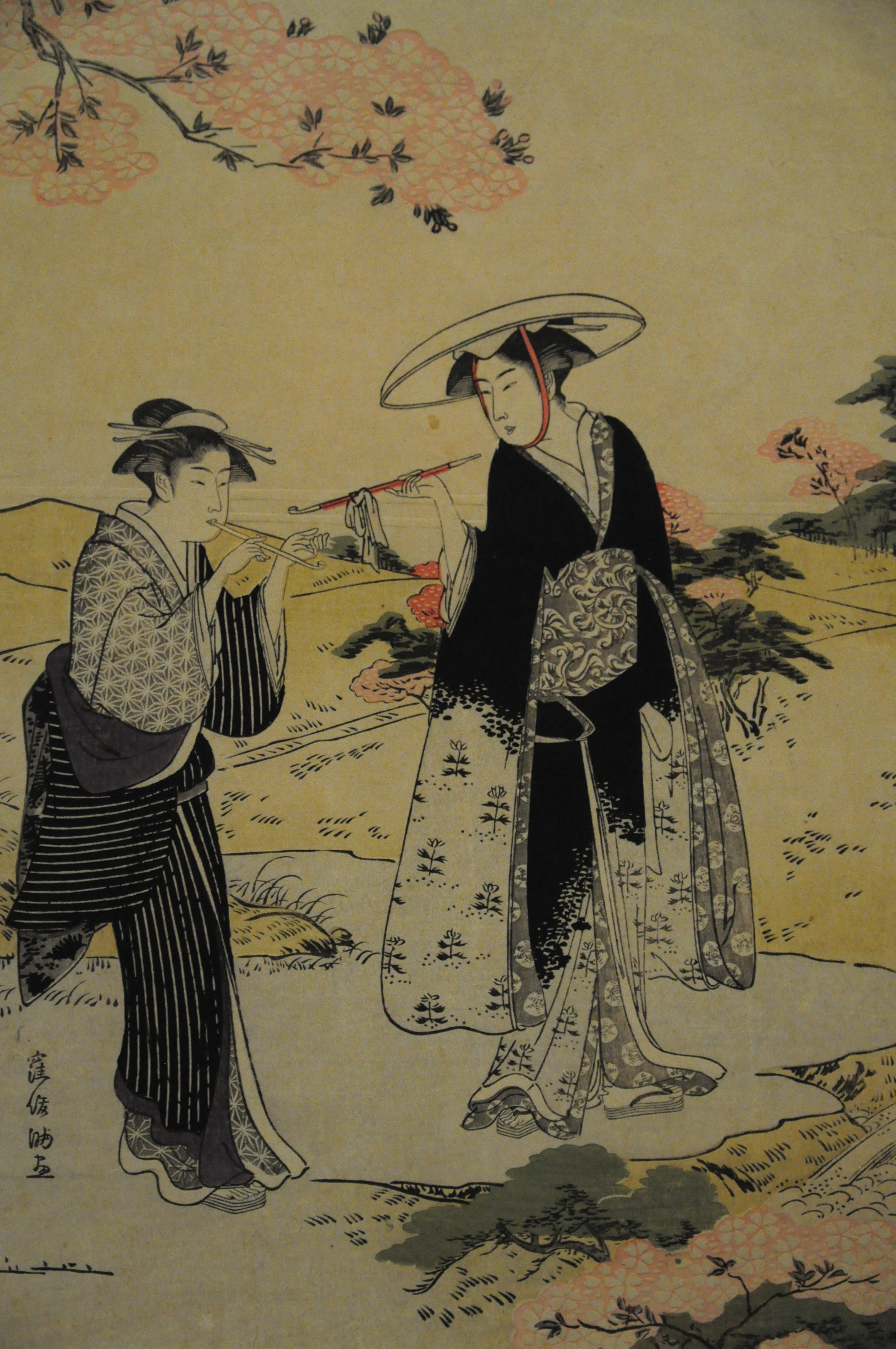
Dama sotto un ciliegio in fiore.
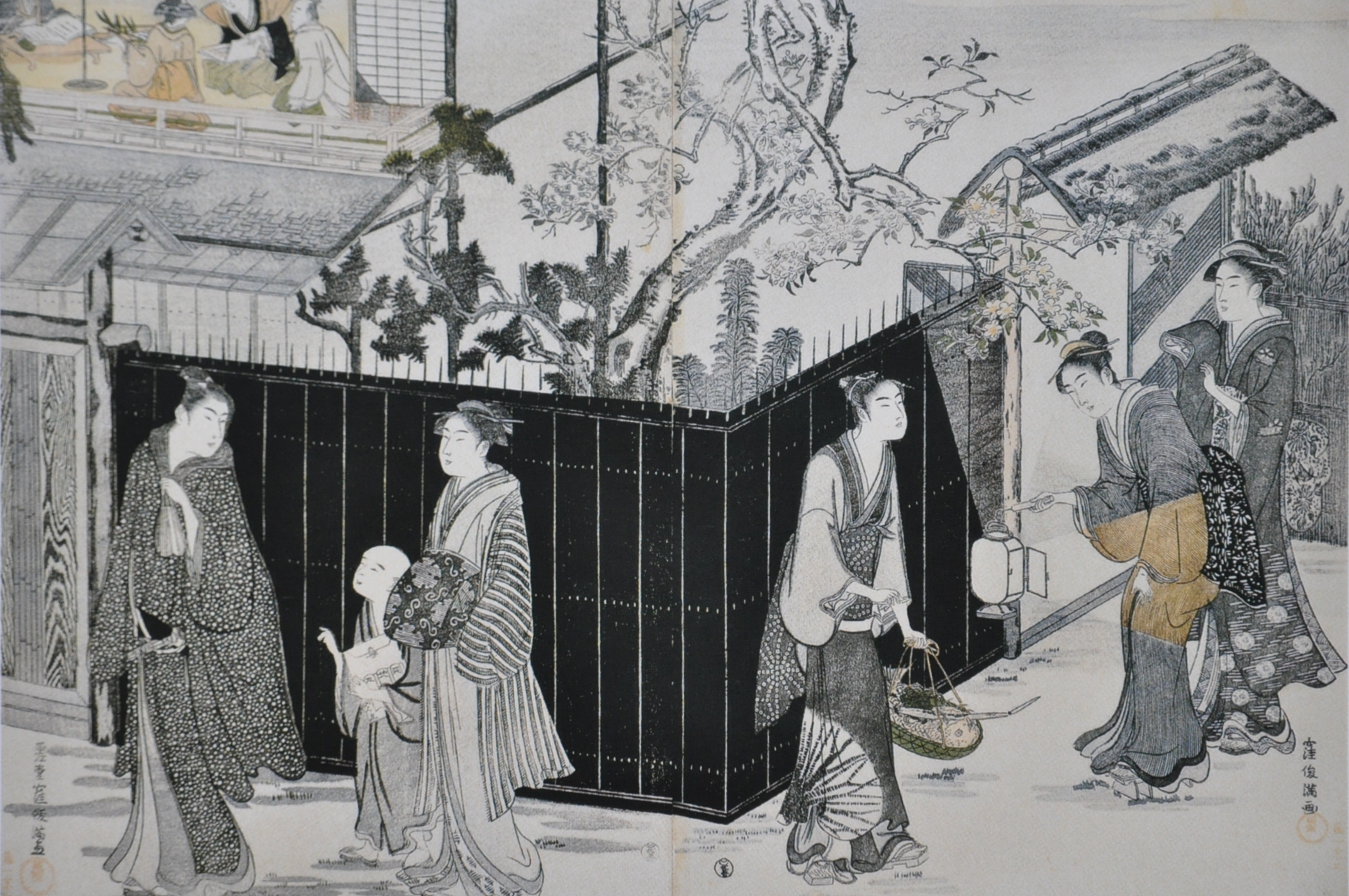
Scena notturna di poesia.
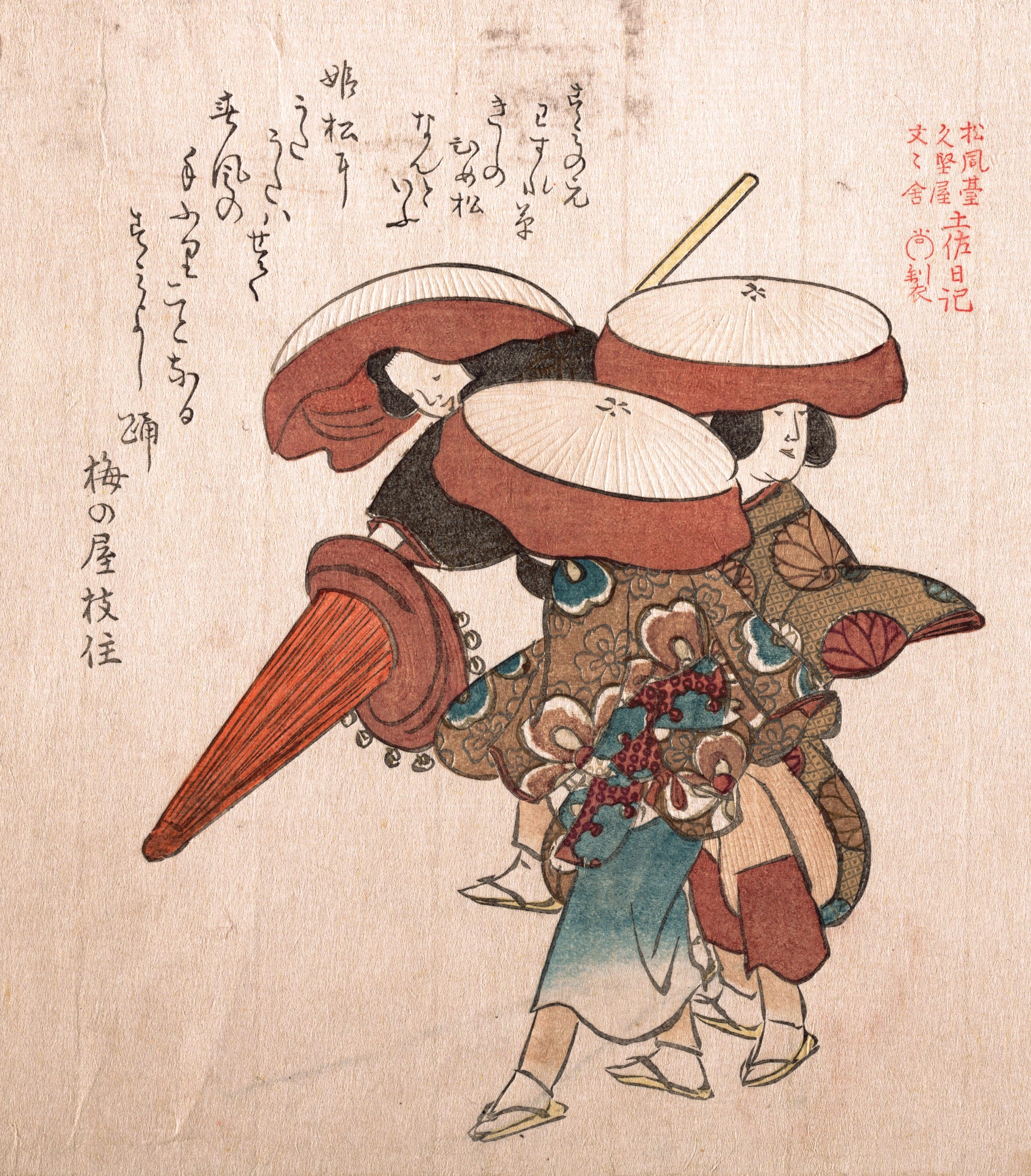
Sumiyoshi odori.
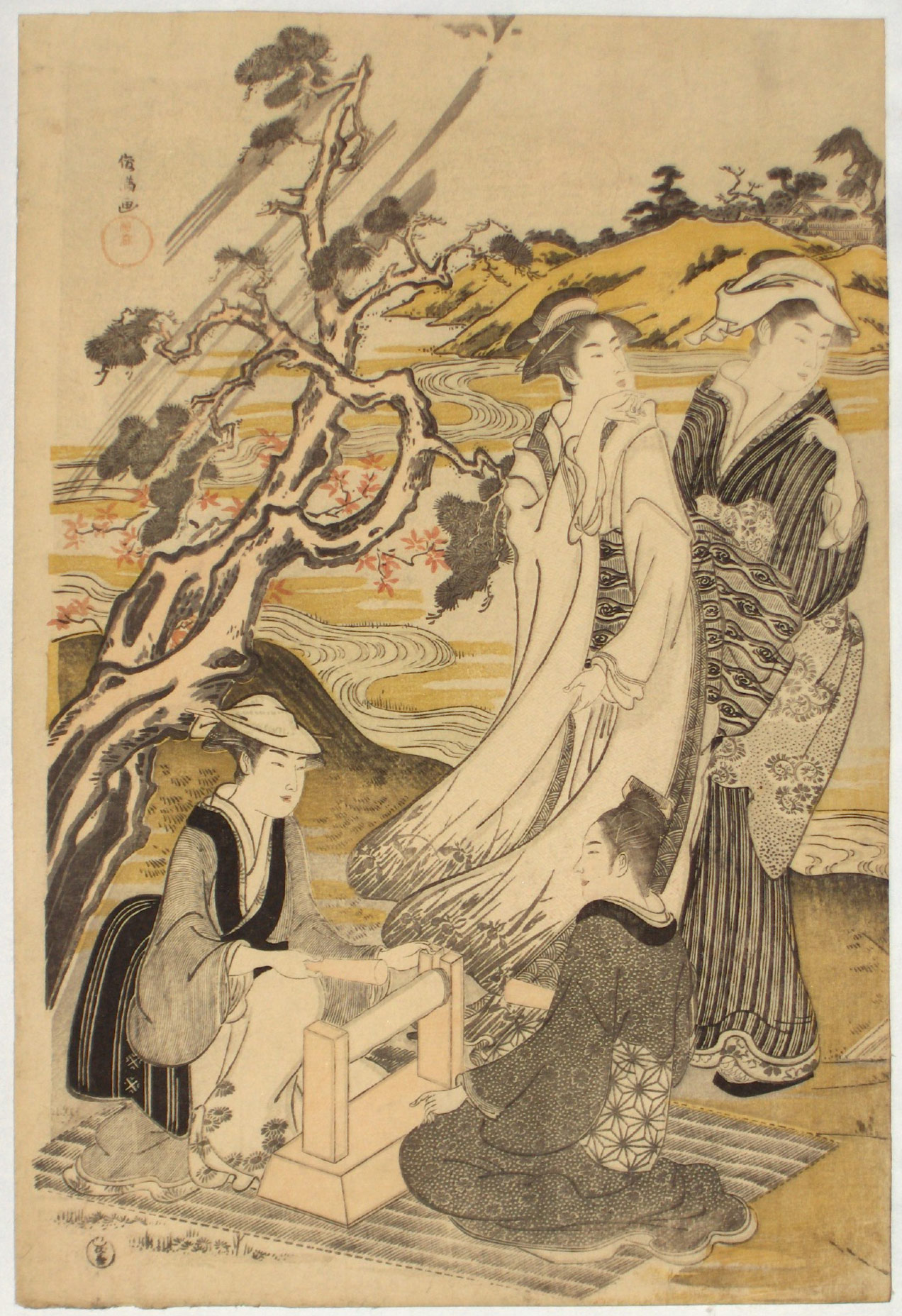
Toi.